# Федько, Валериан Тимофеевич
Федько, Валериан Тимофеевич (21 января 1937 года — 6 марта 2010 года) — один из основателей, директор Юргинского технологического института ТПУ, доктор технических наук, профессор, член-корреспондент Сибирского отделения Академии наук высшей школы РФ.

## Краткая биография
Директор Юргинского технологического института Томского политехнического университета, доктор технических наук, профессор. Автор более 420 статей, учебников и монографий, 80 патентов, авторских свидетельств, свидетельств на полезные изделия и рационализаторские предложения в области сварочного производства.

## Награды и звания
- «Заслуженный рационализатор РСФСР»[когда?][2][3]
- «Заслуженный изобретатель Российской Федерации» (2002)[4][5]
- Почётный работник высшего профессионального образования
- «Инженер года» РФ за 2002 год в номинации «Сварка»
- Орден Дружбы
- Медаль «За служение Кузбассу»
- Медаль «За особый вклад в развитие Кузбасса» II и III степени
- Председатель учёного совета ЮТИ ТПУ
- Член учёного совета Томского политехнического университета
- Член-корреспондент Сибирского отделения Академии наук высшей школы РФ
- Действительный член Международной академии авторов научных открытий и изобретений